# Rathaus Marburg
Das Marburger Rathaus wurde in der Zeit von 1512 bis 1527 erbaut und ist der Sitz des Magistrats der Stadt Marburg in Hessen. Das historische Bauwerk steht auf dem Marktplatz in der Marburger Oberstadt.

## Geschichte

### Vorgeschichte
Ab 1222 war die Marienkirche Sitzungsort des Marburger Stadtrats und kann somit als das älteste bekannte Rathaus Marburgs gelten. Ab 1335 war die Ratsstube im Obergeschoss des Kerners untergebracht, dessen Bauherr der Deutsche Orden war. Das Gebäude bestand aus zwei Obergeschossen und einem Untergeschoss. Vor dem Einzug der Ratsstube war im Keller ein Beinhaus untergebracht. Die Ratsstube verlangte viele aufwendige Baumaßnahmen. Die Kapelle, die vorher im Obergeschoss eingerichtet war, musste in das Untergeschoss verlagert werden.

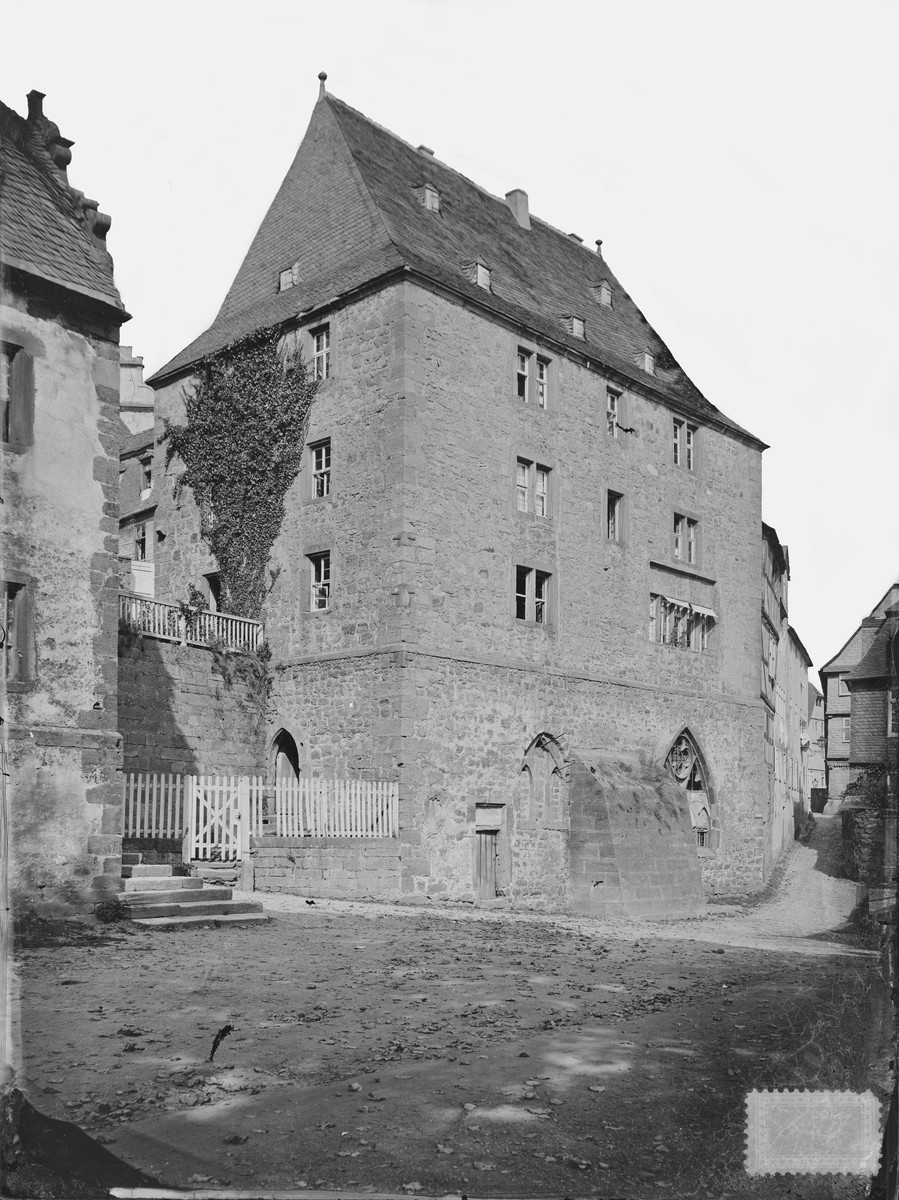
Kerner vor 1900

1456 zog das Rathaus nach einem Brand erneut um. Die Benutzung des Kerners war nicht mehr möglich und die Reparaturarbeiten dauerten bis 1525. Ab 1458 war das Rathaus in der ehemaligen Stadtschule untergebracht. Dafür wurde das vorher ungenutzte Obergeschoss komplett ausgebaut. In den unteren Stockwerken befanden sich noch die Lehrräume sowie die Wohnungen der Lehrer und Rektoren. Für den Umbau nahm die Stadt ein Darlehen bei Johann Quinkus im Umfang von 300 Gulden auf, das erst 1464 zurückgezahlt wurde. Ursprünglich sollten die Räte nur vorübergehend in der Stadtschule tagen. Bevor das zerstörte Kerner-Gebäude wieder hergestellt war, ließ die Stadt ein eigenes Rathausgebäude am Marburger Marktplatz bauen.

### Bau des Rathauses am Markt

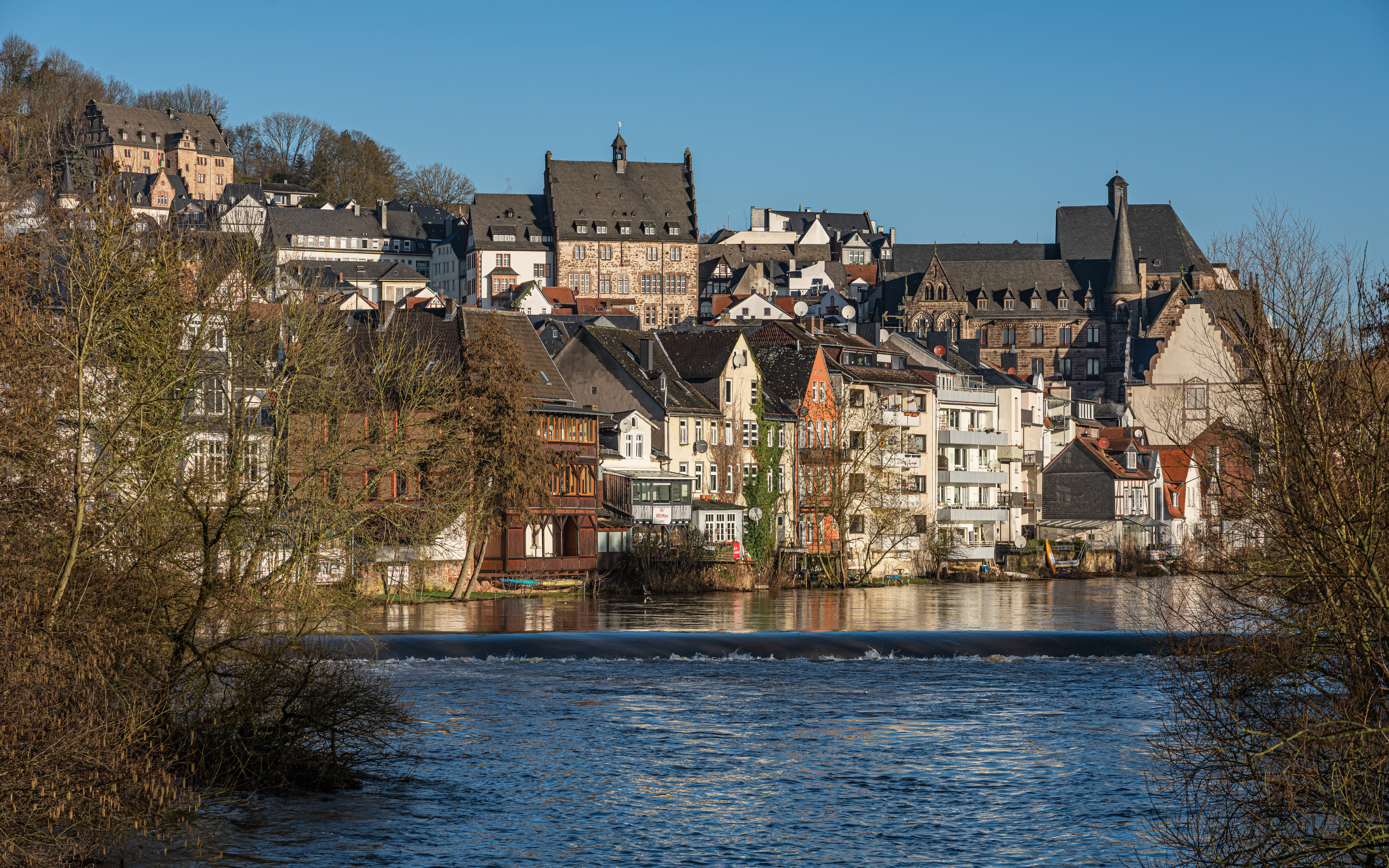
Lage steil oberhalb der Lahn,
von Süden (Hirsefeldsteg)

Die Angabe der Baujahre des neuen Rathausgebäudes ist in der Literatur nicht einheitlich. Es werden 1512–1527 und 1511–1526 genannt. Das erste Datum wird öfter genannt und kommt vor allem in neuerer Literatur vor. Nachdem 1510 die Planungen des Rathausbaus begonnen hatten, wurde am 21. Oktober 1510 der Bauvertrag zwischen der Stadt Marburg und dem Werkmeister Klaus von Wetzlar geschlossen, der die Bauarbeiten leiten sollte. Neben den städtischen Baumeistern wurden noch weitere vier Rathausbaumeister hinzugewonnen. Außerdem gab es noch einen Oberaufseher aus dem Stadtrat, der alle zwei Jahre neu gewählt wurde. Der Bau wurde hauptsächlich durch Geldanleihen finanziert. Am Marktplatz wurden mehrere Häuser abgerissen, um Platz für den Bau zu schaffen. Der Bau besteht hauptsächlich aus Sandstein.
Der Rohbau entstand in den Jahren 1512 bis 1516. Der Baumeister und Steinmetz Klaus von Wetzlar taucht in den Bauunterlagen der Stadt auch als „Klaus aus Lich“ und „Nikolaus von Wetzlar“ auf. Solche Namensänderungen waren üblich, da sich Meister (vornehmlich Handwerksmeister) oft nach dem Ort ihrer letzten großen Tätigkeit benannten. Klaus von Wetzlar war bis 1512 der Baumeister des Marburger Rathauses, bis diese Aufgabe ab 1513 Hans aus Lich übernahm, der vermutlich sein Sohn war. Beide erhielten in ihrer Tätigkeit als Baumeister 1/2 Gulden pro Tag als Lohn. Der übliche Lohn der anderen Arbeitskräfte belief sich zwischen 20 und 45 Gulden für ein halbes Jahr.
Erst 1524 begannen unter Hans aus Lich die Baumaßnahmen im Inneren. Im selben Jahr wurde auch die Fassade vollendet. Während die Front weiß und die Ecksteine schwarz gestrichen wurden, hatten die anderen drei Seiten lediglich einen einfachen Kalkbewurf. Das Portal des Treppenturms wurde bunt und mit Gold und Silber verziert. Durch Unstimmigkeiten im Stadtrat und wegen finanzieller Probleme wurde der Bau 1515 und von 1518 bis 1522 unterbrochen.

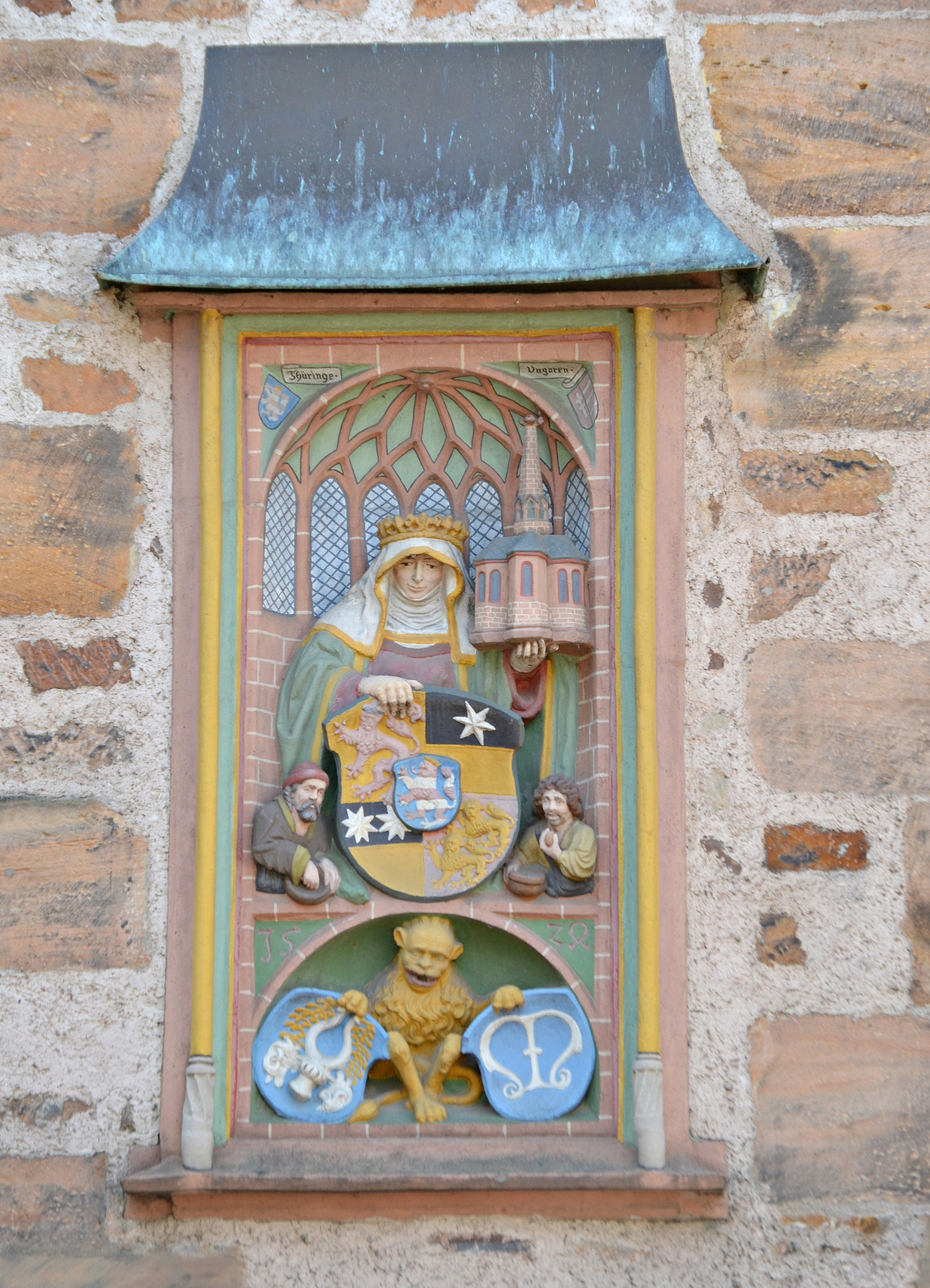
Heilige Elisabeth am Rathaus Marburg

Insgesamt wirkten für das Mittelalter ungewöhnlich viele Arbeiter am Bau mit. In der Bausaison 1512/13 waren beispielsweise 31 Steinmetze gleichzeitig angestellt. Die folgende Übersicht zeigt die Anzahl der beteiligten Arbeitergruppen im jeweiligen Zeitraum.
| Beruf       | 1511/12 | 1512/13 | 1513/14 | 1516/17 | 1523/24 | 1525/26 |
| ----------- | ------- | ------- | ------- | ------- | ------- | ------- |
| Steinmetz   | 24      | 31      | 3       | 3       | 10      | 8       |
| Zimmerleute | 6       | 4       | 4       | 9       | 5       | 1       |
| Steindecker | /       | /       | /       | 5       | 2       | 3       |
| Schreiner   | /       | /       | /       | /       | 4       | 2       |
| Weißbinder  | /       | /       | /       | /       | 4       | /       |
| Handlanger  | 25      | 19      | 12      | 3       | 22      | 10      |

Nach Verhandlungen mit den verschiedenen Zünften unmittelbar nach Baubeginn richtete man im Unter- und Erdgeschoss des Rathauses Verkaufsräume (sogenannte Scharne oder Schirne) ein. Der Bau wurde 1526/27 fertiggestellt.

### Weitere Baumaßnahmen

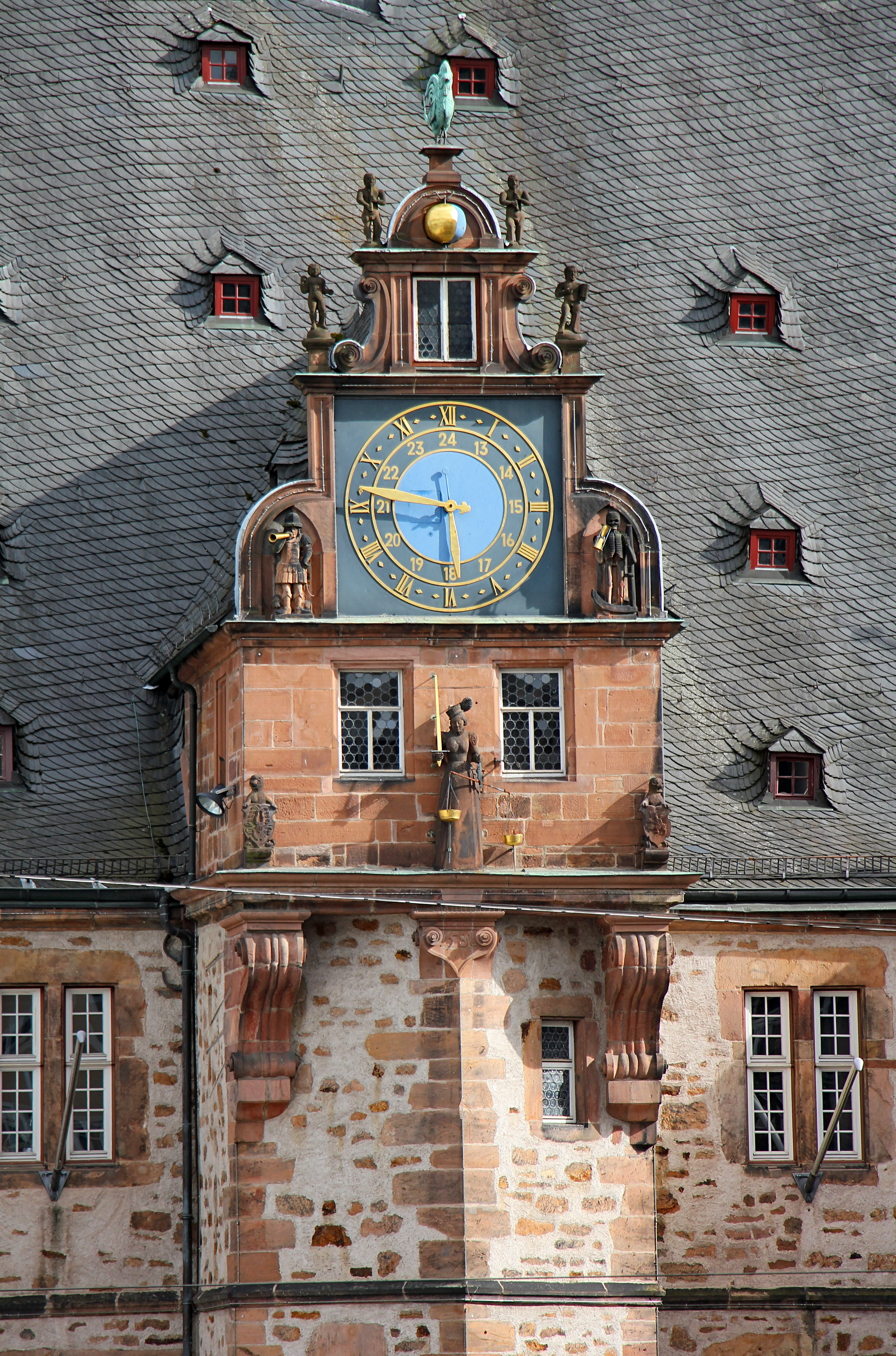
Renaissance Giebel von 1581 mit der Kunstuhr auf dem Treppenturm

Nach der offiziellen Fertigstellung des Rathauses gab es viele Veränderungen und Reparaturen an dem Gebäude. 1528 wurde zum ersten Mal eine Uhr am Rathausturm angebracht. Ein Jahr später verknüpfte man das Rathaus mit weiteren Häusern des Marktplatzes. Im Jahr 1532 wurden die Glocken der Pfarrkirche und des Marburger Schlosses im Rathaus aufgehängt. Der Glockengießer Johann Kortrock aus Homberg/Efze lieferte im selben Jahr eine weitere Uhrglocke. Ab 1541 wurde der Dachboden ausgebaut, um dort vor allem Malz zu lagern. 1542 bekam der Ratssaal einen Eisenofen. In den Jahren 1544 bis 1550 malte der Künstler Georg Thomas aus Basel zahlreiche Bilder für die Wandgestaltung der Rathaussäle. Auch für den Anstrich der Wände war er zuständig. 1566 fasste Melchior Atzel die Zeiger und die Ziffern der Rathausuhr in Goldfarbe. In den 1570er Jahren waren verschiedene Reparaturen am Schornstein, an den Türen und Fenstern nötig. Die Küche und der Saal im zweiten Obergeschoss wurden renoviert und der große Saal neu eingerichtet. Das Erdgeschoss war fortan Tanzplatz für Fechtstunden. 1574–1575 ließ der Rat unter Leitung des landgräflichen Baumeisters Ebert Baldewein auf der Westseite den sogenannten Küchenanbau im Renaissance Stil errichten für zusätzliche Räume und eine bessere Küche. 1581 wurde der Treppenhausvorbau durch Baldewein mit einem reich verzierten Renaissance Giebel gekrönt, der eine von ihm selbst entworfene Kunstuhr enthält, das heutige Wahrzeichen des Marburger Rathauses. Zur vollen Stunde bewegt Justitia die Balkenwaage, der Tod dreht das Stundenglas und der Wächter bläst seine Trompete während der Hahn auf der Spitze mit den Flügeln schlägt. Grund für den nachträglichen Bau war die bis dahin bemängelte Schlichtheit des Bauwerks. Die letzte vermerkte Veränderung am Marburger Rathaus im 16. Jahrhundert war die Schenkung einer Sonnenuhr für die Außenwand durch Landgraf Ludwig III. im Jahre 1591.
Auch im 17. Jahrhundert wurde am Marburger Rathaus weiter gearbeitet. 1638 renovierte Johann Schöneck das Stadtwappen des Rathauses. 1648 standen viele kleinere Reparaturen an, da 1646–1648 die kaiserliche Armee in Marburg untergebracht war. Als 1650 zwei Gewichte der Uhr herabfielen und zwei Löcher in die Decke des großen Saals schlugen, musste dieser renoviert werden. 1663 wurde der Rathausturm ausgebaut. In der zweiten Hälfte der 1680er Jahre mussten die Zimmer der Hauptwache und die Verkaufsstände für Fleisch und Brot renoviert werden. Auch die Öfen wurden gewartet. Außerdem wurde der Tanzboden im Erdgeschoss im Laufe des 17. Jahrhunderts dreimal erneuert.

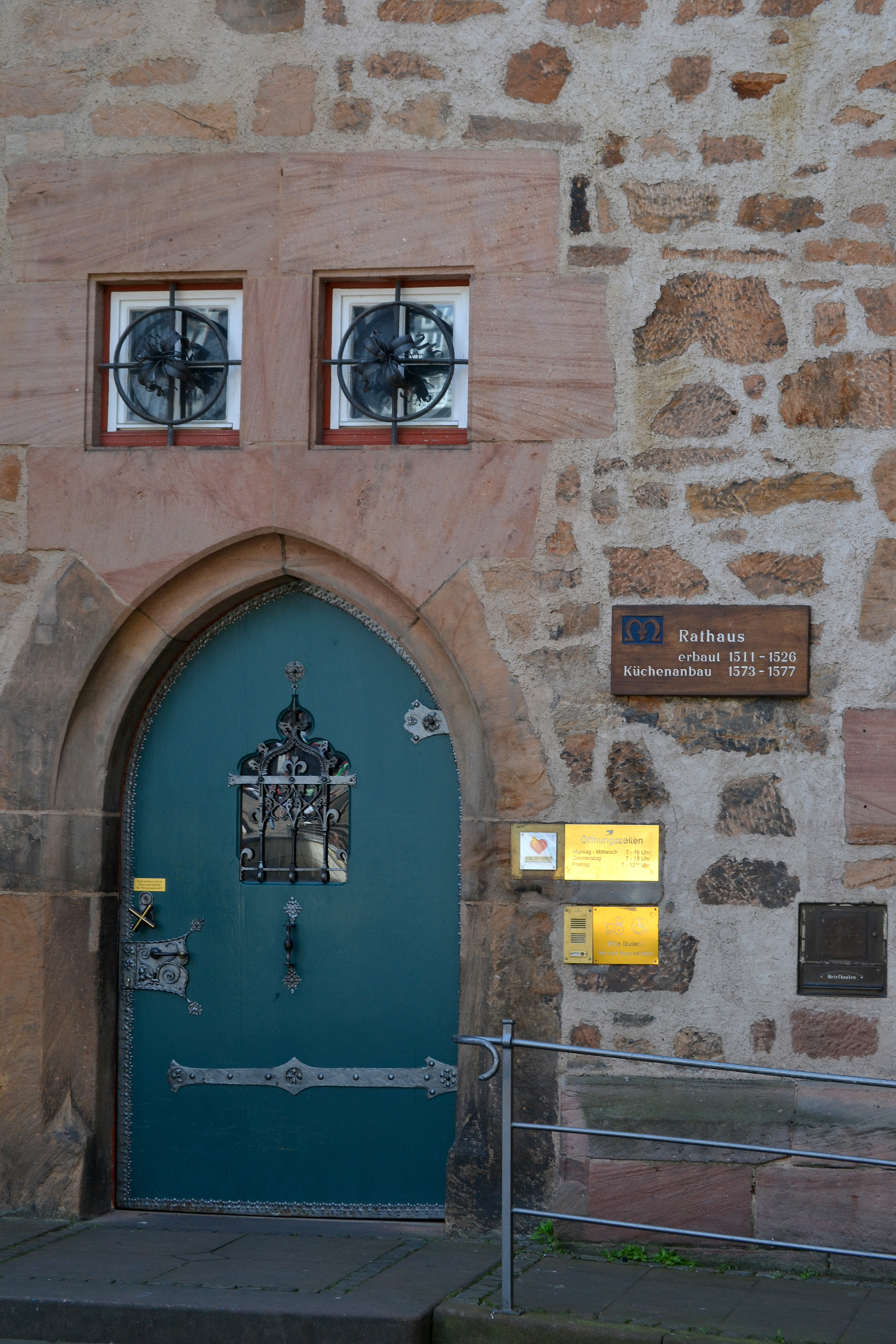
Haupteingang – Marburger Rathaus

1702 wurde die sogenannte „Bürger- und große Uhrglocke“ feierlich aufgehängt. Das Uhrwerk musste im Jahr darauf bereits verbessert werden und 1715 erhielt die Uhr neue Zeiger und ein neues Ziffernblatt. 1707 veranlasste man die Renovierung zahlreicher Gemälde im Rathaus. 1726 wurde der große Saal renoviert und ein Jahr später die gesamte Außenwand neu angestrichen. Grund war das 200-jährige Jubiläum der Philipps-Universität Marburg. In den 1730er Jahren wurden verschiedene Verkaufsstände renoviert. 1779/80 zog die Stadtwache in das Rathaus ein, um den Marktbetrieb besser beobachten zu können. 1781 erhielt das Marburger Rathaus erneut einen neuen Anstrich der Außenwände. Gegen Mitte des Jahrhunderts entfachte zudem ein größerer Streit der verschiedenen Betreiber um einen besseren und größeren Verkaufsstand.

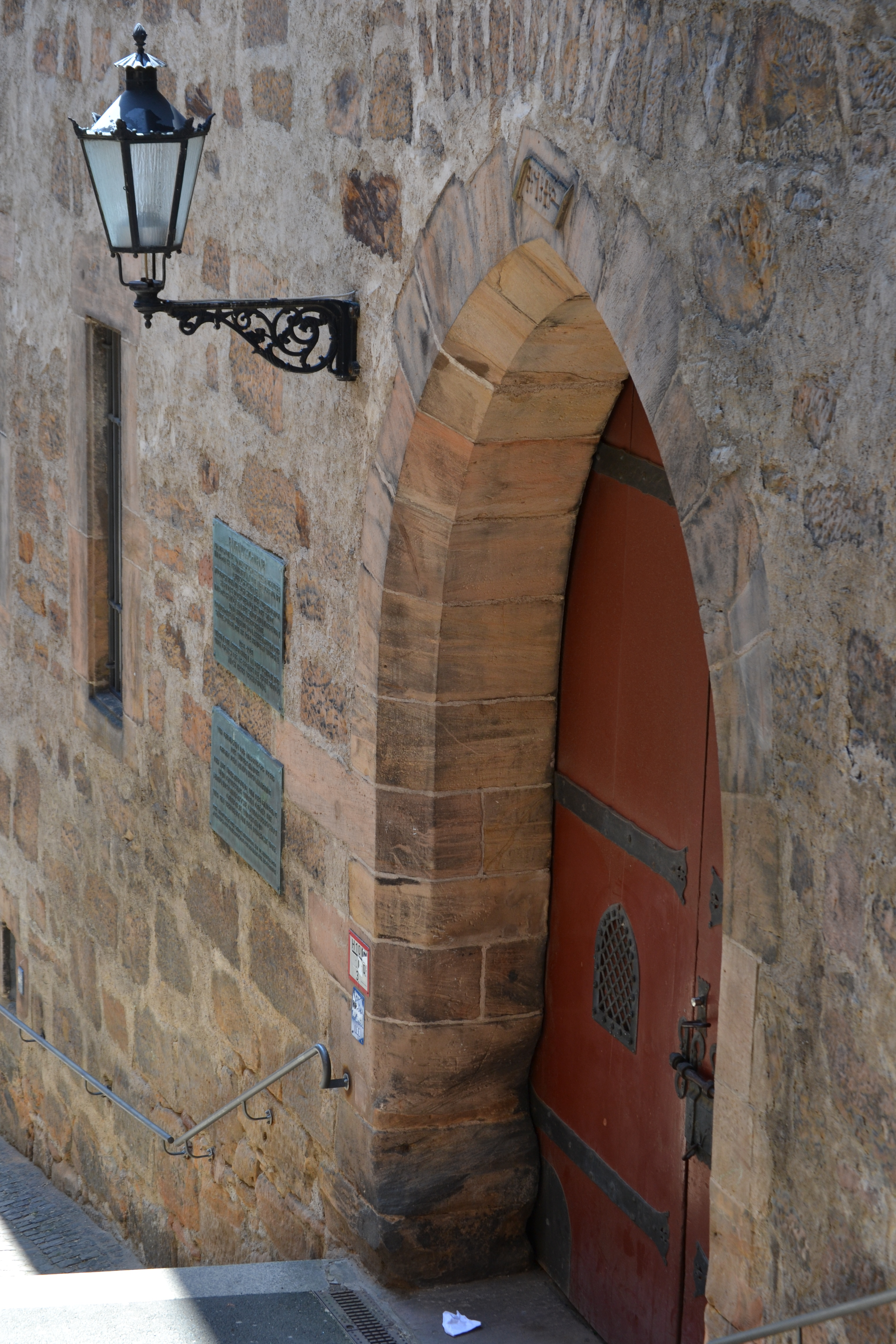
Seiteneingang – Marburger Rathaus

Im 19. Jahrhundert gab es im Marburger Rathaus größere Veränderungen. 1824 wurde außerdem die Stadtschule neu gebaut, wodurch alle Spuren des ehemaligen Rathauses verschwanden. Ein Jahr später zog die Universitätswache in das Gebäude ein, weshalb das Licentbüro ausgelagert werden musste. 1827 fanden Reparaturen im großen Saal statt. Der Fußboden war stark beschädigt und die Decke undicht. Ab 1838 zog die Sparkasse in das zweite Obergeschoss des Rathauses ein, die 1849 auch einen eigenen Schornstein erhielt. 1844 erhielt das Gebäude erstmals einen Blitzableiter. 1868 wurden Hahn, Trompete, Sanduhr und Mondwechsel an der Rathausuhr repariert. Zehn Jahre danach musste der linke Eckturm erneuert werden und 1887 wurde die Kämmerei in das erste und zweite Obergeschoss verlegt.
In der ersten Hälfte des 19. Jahrhunderts wechselten die Pachtverhältnisse der Verkaufsstände stetig zwischen Privatpersonen, Behörden und der Stadt. 1845 wurde die Stadt dazu verurteilt, freie Zimmer im Rathaus zur Nutzung durch Dritte zur Verfügung zu stellen.
Im frühen 20. Jahrhundert erlebte Marburg eine große Welle an Baumaßnahmen in der gesamten Stadt. Altes sollte Platz für Neues machen. So sollte auch 1919 das Gebäude „Markt 10“ abgerissen werden. Die Stadt erwarb es aber vorher für eine Erweiterung des Rathauses, nachdem es am 11. November 1918 im Zuge der Novemberrevolution kurzzeitig von einem Arbeiter- und Soldatenrat besetzt und mit roten Fahnen bestückt worden war.
Bis zum Abriss wegen Einsturzgefahr 1954 befand sich im Gebäude „Markt 10“ das Arbeitsamt als Teil des angrenzenden Rathauses. So gab es zwar auch am Rathaus selbst, aber hauptsächlich an den unmittelbar umgebenden Häusern viele Baumaßnahmen. Insbesondere die Befahrbarkeit der Oberstadt mit dem Auto war den Stadtplanern wichtig. Konnte man vorher nur von der Reit- und Wettergasse kommend bis zum Marktplatz fahren, sollte nun der Weg weiter durch die Barfüßerstraße befahrbar gemacht werden. Marburg war vom Ersten und Zweiten Weltkrieg weitestgehend verschont geblieben und so richtete man sich auf eine große Anzahl an Neubürgern ein, die zum Beispiel aus dem zerbombten Kassel flohen.
Heute ist das Marburger Rathaus nicht mehr nur Sitz der Stadtverwaltung, die knapp 1000 Beschäftigte umfasst. Es ist täglich geöffnet und kann als Teil der öffentlichen Altstadtführungen von April bis Oktober besichtigt werden. Die alten Verkaufshallen im Unter- und Erdgeschoss existieren allerdings nicht mehr.

## Architektur

### Außenarchitektur

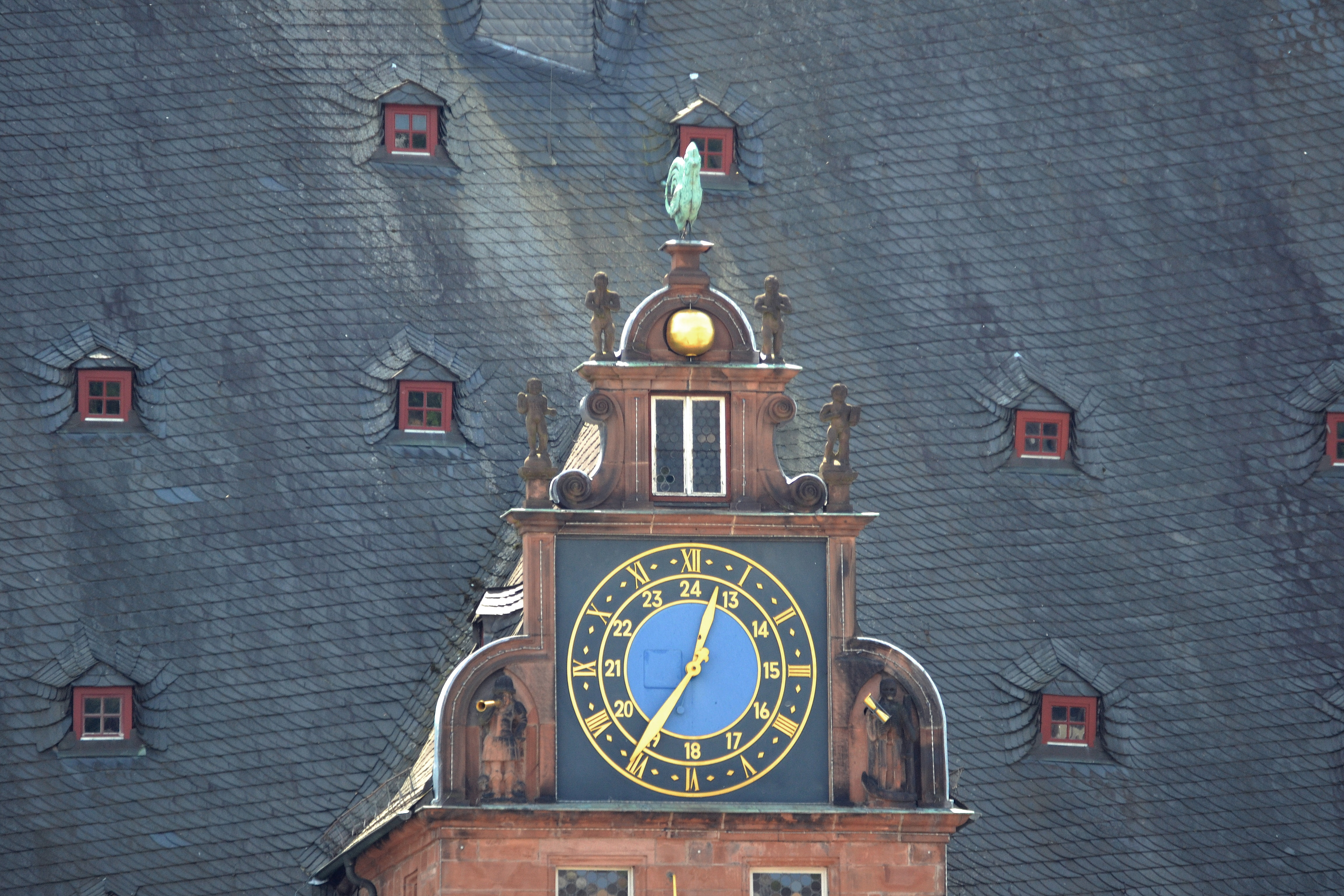
Astronomische Uhr mit goldener Erdkugel (Tagseite) zur Mittagszeit, Gockel auf dem Giebel und Dachgauben

Das Rathaus steht an der Südseite des Marktes mit der Schauseite in Richtung Norden. Das steinerne Gebäude ist drei Stockwerke hoch. Die Architektur des Rathauses ist der Spätgotik zuzuordnen. Markant ist der sechseckige Treppenturm in der Mitte der Rathausfront. Der Turm hat einen eigenen Eingang, über dem ein Relief der heiligen Elisabeth von Thüringen von Ludwig Juppe angebracht ist. Über diesem Turm liegt der 1581/1582 nachträglich gebaute und reichlich verzierte Dachgiebel mit der Rathausuhr. Über der Rathausuhr befindet sich ein Gockel aus Kupfer, der stündlich seine Flügel  auf und ab bewegt. Der Trompeter links von der Uhr bläst ebenfalls zur Stunde. Auch die Waage der Justizia unterhalb und das Stundenglas des Todes rechts der Uhr wird über einen mit dem Uhrwerk verbundenen Zug bewegt. Das Dachgeschoss ist schiefergedeckt und durch seinen steilen Winkel gut als Lager zu nutzen.

### Innenarchitektur
Im Mittelalter war die eigentliche Ratsstube im ersten Stock. Im Unter- und Erdgeschoss gab es Verkaufshallen, die heute jedoch nicht mehr vorhanden sind. Das zweite Stockwerk wurde als Saal für Festlichkeiten genutzt. Die Fußböden sind aus Stein, nur der Ratssaal hatte einen Holzdielenboden und der Festsaal einen Sandsteinboden. Ende des 16. Jahrhunderts, einer Blütezeit des Kunsthandwerks, wurden mehrere kunstvoll gestaltete Türen im Inneren des Rathauses eingebaut. Auch fanden zahlreiche Kunstwerke im Laufe der Jahre im Rathaus ihren Platz. Im Laufe der Zeit wechselte die Funktion der unterschiedlichen Räume öfters. Nur der Festsaal im obersten Stock wurde immer als solcher benutzt.